# 巴尼奥勒昂福雷
巴尼奥勒昂福雷（法語：Bagnols-en-Forêt，法語發音：[baɲɔl ɑ̃ fɔʁɛ]）是法国普罗旺斯-阿尔卑斯-蓝色海岸大区瓦尔省的一个市镇，位于该省东部，属于德拉吉尼昂区。

## 地理
巴尼奥勒昂福雷（43°32'16"N, 6°41'54"E）面积42.9 平方千米，位于法国普罗旺斯-阿尔卑斯-蓝色海岸大区瓦尔省，该省份为法国东南部沿海省份，北起上普罗旺斯阿尔卑斯省，西北角与沃克吕兹省接壤，西接罗讷河口省，南濒地中海，东临滨海阿尔卑斯省。
与巴尼奥勒昂福雷接壤的市镇（或旧市镇、城区）包括：圣保罗昂福雷、莱萨德雷-德莱斯泰雷勒、卡拉斯、卡利扬、弗雷瑞斯、蒙托鲁、勒米、阿尔让河畔皮热、阿尔让河畔罗克布吕讷、图雷特。

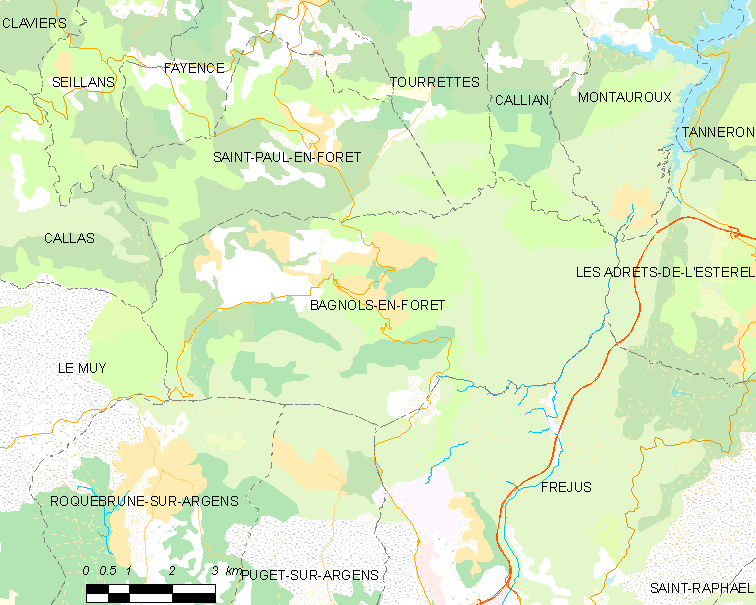
巴尼奥勒昂福雷的OSM定位图

巴尼奥勒昂福雷的时区为UTC+01:00、UTC+02:00（夏令时）。

## 行政
巴尼奥勒昂福雷的邮政编码为83600，INSEE市镇编码为83008。

## 政治
巴尼奥勒昂福雷所属的省级选区为阿尔让河畔罗克布吕讷县。

## 人口

1962-2008年间巴尼奥勒昂福雷人口变化图示

巴尼奥勒昂福雷于2022年1月1日时的人口数量为3049人。